# Geelsnavelklauwier
De geelsnavelklauwier (Lanius corvinus, synoniem Corvinella corvina) is een zangvogel uit de familie Laniidae (klauwieren) die voorkomt in de Sahelzone van Afrika.

## Kenmerken

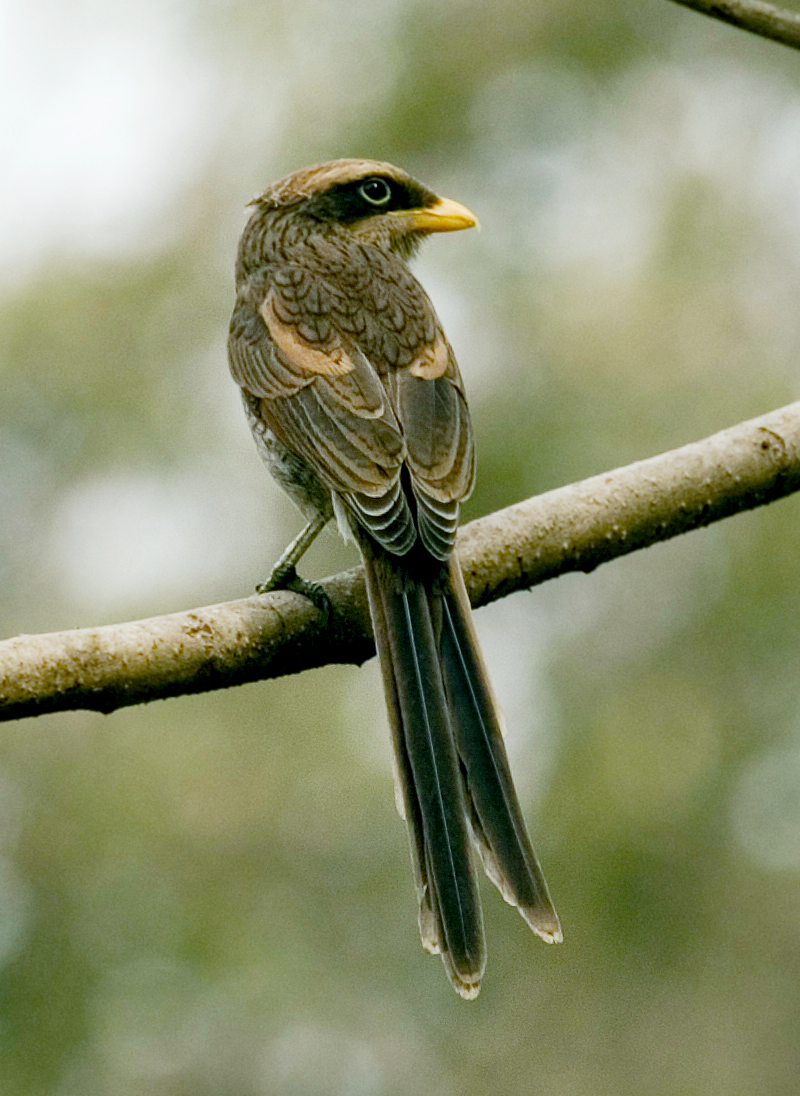
Geelsnavelklauwier in Senegal.

De vogel is 30 tot 32 cm lang en weegt 58 tot 89 g. Deze klauwier is relatief groot, met een lange staart en een opvallende gele snavel. Het mannetje van de nominaat heeft een donkerbruin "masker" rond het oog en een brede lichte grijsbruine wenkbrauwstreep. Verder is de vogel van boven bruin met zwarte streepjes. Van onder is deze klauwier lichter en ook gestreept. De ondersoorten verschillen onderling vooral door de mate van streping zowel op de rug en vleugels als op de buik en borst.

## Verspreiding en leefgebied
Deze soort komt voor in westelijk en centraal Afrika en telt drie ondersoorten:
- L. c. corvinus: van zuidelijk Mauritanië zuidwaarts tot noordelijk Guinee en oostwaarts tot Niger en Nigeria.
- L. c. togoensis: van Guinee en Sierra Leone tot Tsjaad en westelijk Soedan.
- L. c. affinis: Zuid-Soedan, westelijk Kenia, noordelijk Oeganda en noordoostelijk Congo Kinshasa.

Het leefgebied bestaat uit savannegebied met Acacia, half open bosgebieden en tuinen, meestal in de droge gebieden van de Sahel. In  de bergen in Oost-Afrika tot op 2200 m boven de zeespiegel in streken met meer neerslag.

## Status
De grootte van de populatie is niet gekwantificeerd. Er is geen aanleiding te veronderstellen dat de soort in aantal achteruit gaat, daarom staat de geelsnavelklauwier als niet bedreigd op de Rode Lijst van de IUCN.